# Tagarete

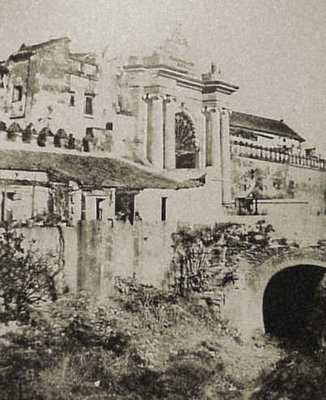
La Porte de Jerez photographiée par calotype en 1850 par Joseph Vigier (1821-1894). On aperçoit à droite le pont sur le Tagarete.

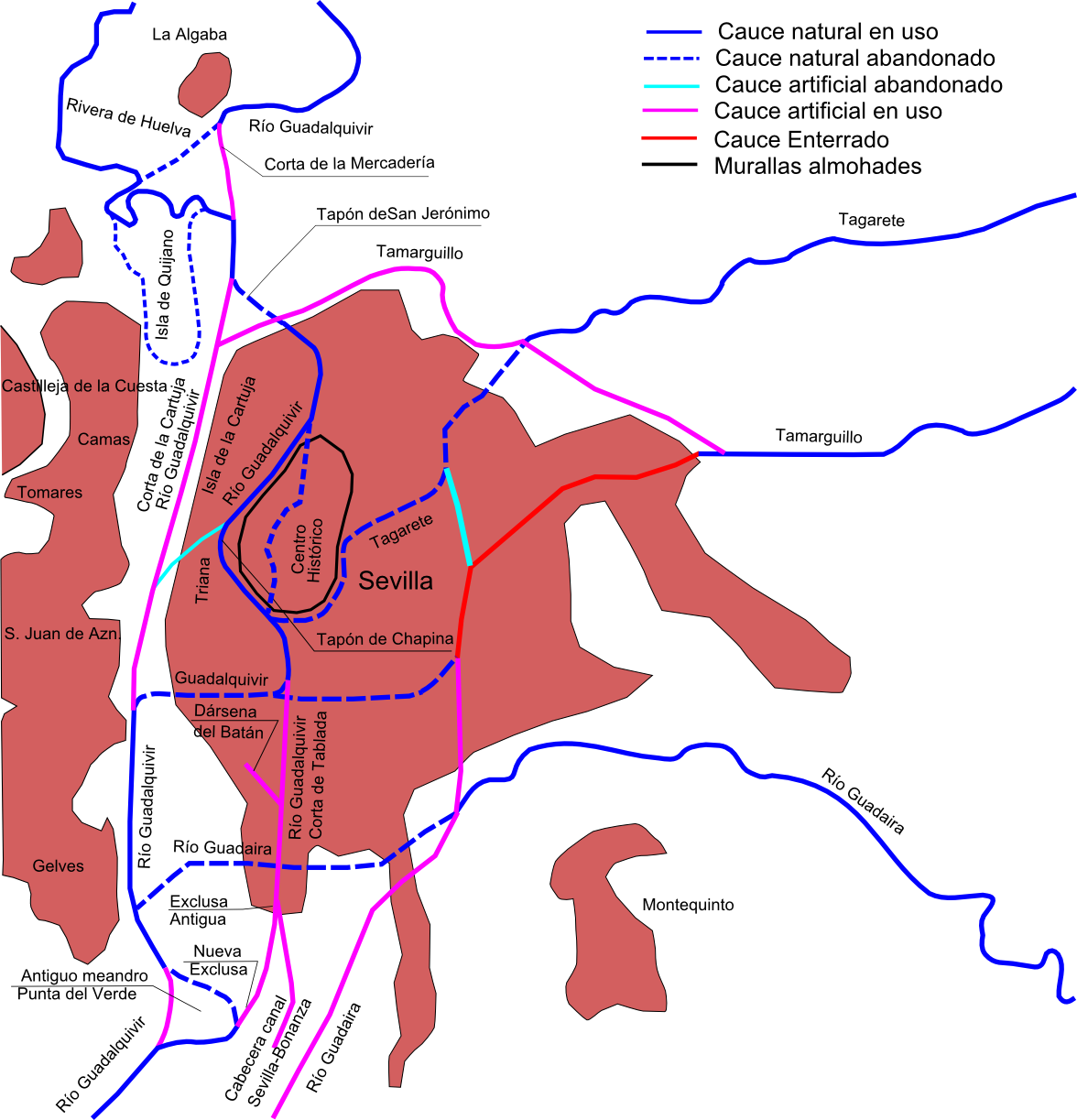
Carte du Guadalquivir et de ses affluents aux alentours de Séville au début du XXIe siècle. L'ancien cours du Tagarete apparaît au nord-est de la ville, en traitillés bleus.

Le Tagarete était une rivière de la province de Séville, en Espagne. Il prenait sa source sous le nom de ruisseau de Miraflores dans la comarque agricole de Los Alcores, un plateau incliné de faible altitude au nord-est de Séville. Il se dirigeait vers la capitale andalouse et prenait alors le nom de Tagarete. Arrivé à Séville, il parcourait l'actuel itinéraire de la rue Arroyo, évitait le centre historique par le sud-est et passait entre la Fabrique royale de tabac et l'Alcazar par ce qui est actuellement la rue San Fernando avant de se jeter dans le Guadalquivir au niveau de la Tour de l'Or. 
Au milieu du XIXe siècle, les crues du Tagarete provoquant des inondations et ses eaux stagnantes étant à l'origine de certaines maladies comme le paludisme, des travaux furent réalisés entre 1849 et 1858 pour l'éloigner du centre de la ville : la rivière fut canalisée puis déviée dans le Tamarguillo, une rivière venant également de l'est mais rejoignant le Guadalquivir plus au sud. Au début du XXIe siècle, le trajet de la rivière est principalement souterrain, seul un court tronçon du canal subsistant à l'air libre dans le Parc de Miraflores, dans le district Nord,.